# توماس تشارلز هوب
كان توماس تشارلز هوب (21 يوليو 1766 - 13 يونيو 1844) (عضو في زمالة الجمعية الملكية لإدنبره وزمالة الجمعية الملكية وكلية الأطباء الملكية في إدنبره وكلية الأطباء والجراحين الملكية في غلاسكو) طبيبًا وكيميائيًا ومحاضرًا اسكتلنديًا. أثبت وجود عنصر السترونتيوم، وأطلق اسمه على تجربة هوب، التي توضح أن الماء يصل إلى أعلى كثافة له عند 4 درجة مئوية (39 درجة فهرنهايت).
انتُخب هوب في 1815 رئيسًا لكلية الأطباء الملكية في إدنبره (1815-1819)، ونائبًا لرئيس الجمعية الملكية في إدنبره (1823-1833) خلال رئاسة والتر سكوت وتوماس ماكدوغال بريسبان.
كان تشارلز داروين أحد طلاب هوب، واعتبر داروين محاضرات الكيمياء التي ألقاها هوب من أهم ما ميز تعليمه الجامعي الذي كان مملًا إلى حد كبير.

## بدايات حياته
وُلد في إدنبره، وكان الابن الثالث لجوليانا ستيفينسون والجراح وعالم النبات جون هوب، وعاش في ساحات المدرسة الثانوية في الجانب الجنوبي من المدينة القديمة. تلقى تعليمه في المدرسة الثانوية الملكية القريبة من منزله وفي جامعة إدنبره (دكتور في الطب في 1787) وجامعة باريس. كان تلميذًا للأستاذ جوزيف بلاك في الجامعة.
كان هوب ابن أخت الطبيب ألكسندر ستيفينسون (عضو في زمالة الجمعية الملكية لإدنبره).

## جامعة غلاسكو واكتشاف السترونتيوم
عُين أستاذًا محاضرًا في الكيمياء في جامعة غلاسكو في 1787، وأستاذًا للطب في 1789.
انتُخب في يناير 1788 زميلًا في الجمعية الملكية في إدنبره بناء على اقتراح جون ووكر ودانيال رذرفورد وألكسندر مونرو.
أكمل هوب تجاربًا على العنصر الكيميائي السترونتيوم في الفترة بين 1791-1792، واقترح تسميته «سترونشيس» نسبة إلى سترونشيان، قرية في المرتفعات الغربية حيث وُجد معدن السترونشيانيت. أعيدت تسمية العنصر لاحقًا إلى السترونتيوم. قدم هوب نتائج أبحاثه في 4 نوفمبر 1793 تحت عنوان «ملاحظات عن معدن من سترونشيان ونوع خاص من التراب الذي يضمه» إلى الجمعية الملكية في إدنبره.
حدد هوب الكثافة العظمى للمياه في التجربة التي تحمل اسمه وفسر سبب طفو الجبال الجليدية.

## إدنبرة والجامعة
انتُخب هوب زميلًا في الجمعية الملكية في إدنبره في 1788 وشغل منصب نائب الرئيس فيها من 1822 إلى 1833.
خلف هوب خاله ألكسندر ستيفينسون في منصبه بصفة أستاذ للطب في جامعة غلاسكو بعد وفاته في 1791.
اختاره جوزيف بلاك في 1795 مساعدًا له (1795-1799) وخلفًا محتملًا في أستاذية الطب والكيمياء (1799-1843) في جامعة إدنبره. كان هدف هوب الجمع بين ممارسة الطب وتدريبه في الكيمياء.
انتُخب هوب عضوًا في الجمعية الهارفية في إدنبره في 1796 وشغل منصب الرئيس فيها في 1800 و1816.
فاز هوب بمسابقة «سهم إدنبره» السنوية للرماية بالسهام في 1800.
أصبح عضوًا في جمعية هايلاند في 1804.
انتُخب عضوًا في النادي الطبي في 1805.
انتُخب زميلًا في الجمعية الملكية في لندن في مايو 1810.
شغل منصب رئيس كلية الأطباء الملكية في إدنبرة من 1815 حتى 1819.
عمل هوب مع علماء يقيمون في بواسي في فرنسا في الفترة بين 1824-1840. حاول تأسيس جامعة في المدينة بالتعاون مع رئيس بلدية المدينة آنذاك، جان فرانسوا سينينكور. بدأت أهدافهما تتحقق بعد بضع سنوات إذ اكتظت محاضراته بطلاب الطب.
قدم 800 جنيه إسترليني في 1828 لتأسيس جائزة الكيمياء في جامعة إدنبره.
أُدرج في ثلاثينيات القرن التاسع عشر على أنه يعيش في 31 موراي بليس، وهو منزل مستقل كبير في أراضي موراي على الحافة الغربية لمدينة إدنبرة الجديدة.
استقال من منصب الأستاذية في 1843. توفي في منزله في 31 موراي بليس في ويست إند في إدنبره في 1844.
دُفن في مقبرة غريفرايرز كيركيارد وسط إدنبرة. يقع قبره على الجدار الغربي لفناء الكنيسة الأصلي، باتجاه الزاوية الشمالية الغربية.